# Wasseramt (huyện)
Huyện Wasseramt (tiếng Pháp: District du Wasseramt, tiếng Đức: Bezirk Wasseramt) là một huyện hành chính của Thụy Sĩ. Huyện này thuộc bang Bang Solothurn. Huyện Wasseramt có diện tích 77 km², dân số theo thống kê của cục thống kê Thụy Sĩ năm 1999 là 46581 người. Trung tâm của huyện đóng ở Zuchwil. Mã của huyện là 1106.